# Лео Маккері
Ле́о Ма́ккері (англ. Leo McCarey; нар. 3 жовтня 1898, Лос-Анджелес, Каліфорнія, США — пом. 5 липня 1969, Санта-Моніка, Каліфорнія) — американський кінорежисер, сценарист і продюсер. Лауреат премії «Оскар» як найкращий режисер у фільмах «Жахлива правда» (1937) та «Йти своїм шляхом», (1944).
Брав участь у роботі понад 200 фільмів, здебільшого комедій.

## Біографія
Закінчив школу юристів при Південнокаліфорнійському університеті. У 1920 році почав працювати в кіноіндустрії помічником режисера Тода Бравнінга. До кінця десятиліття підвищував майстерність на студії Гела Роуча. Найнятий Роучем у 1923 році, спочатку писав жарти для серіалу «Наша банда, маленькі пройдисвіти», потім став продюсером та режисером короткометражок. На студії Роуча вперше зняв дует Лорела та Гарді, створивши один із найзнаменитіших кінокомедійних ансамблів. У 1929 р. став віцепрезидентом студії.

## Фільмографія
- 1931 : «Нескромний» / (Indiscreet)
- Качиний суп (1933)
- Молочний шлях (1936)
- 1937 : «Жахлива правда» / (The Awful Truth)
- Моя кохана дружина (1940)
- Йти своїм шляхом (1944)